# Fleischer Studios
Fleischer Studios was een Amerikaans bedrijf, dat tussen 1921 en 1942 actief was. Het was gevestigd in New York. Het bedrijf maakte hoofdzakelijk tekenfilms en werd beheerd door de broers Max en Dave Fleischer. Ook de broer Lou Fleischer was betrokken als componist en arrangeur van de muziek van veel van de films. De Fleischer Studios hebben diverse bekende tekenfilmfiguren voortgebracht, zoals Betty Boop, Koko the Clown, Popeye en Superman. Hiermee was het bedrijf in de jaren 20 en 30 de grootste concurrent van Disney.

## Geschiedenis
De studio werd opgericht om Max Fleischer's vernieuwende tekenfilmserie Out of the Inkwell met Koko the Clown te produceren. De studio heette toen nog 'Out of the Inkwell Studios'. Het vernieuwende zat in het gebruik van de door Fleischer uitgevonden rotoscoop, waarmee hij realistische animatie kon produceren. De rotoscoop filmt de bewegingen van een acteur, en projecteert de beelden frame voor frame op een tekentafel.
In 1929 ging Out of the Inkwell Studios (toen 'Inkwell Studios' genaamd) failliet als gevolg van mismanagement en richtte Max Fleischer samen met zijn broer Dave de Fleischer Studios op. In de jaren dertig produceerde Fleischer Studios populaire tekenfilmseries van Betty Boop en Popeye. Popeye was zo populair dat in 1936 een korte tekenfilm in kleur zou worden gemaakt met de titel Popeye the Sailor Meets Sinbad the Sailor die geadverteerd werd als een "Popeye Color Feature" al duurde deze film maar zestien minuten. In 1939 bracht de studio, na Walt Disney’s Sneeuwwitje en de zeven dwergen uit 1937, met Gulliver's Travels de tweede Amerikaanse lange animatiefilm uit.
De tweede lange animatiefilm van Fleischer Studios Mr. Bug Goes to Town ging in première op 5 december 1941, twee dagen voor de aanval op Pearl Harbor. Omdat er in die dagen geen interesse was in een komische tekenfilm werd de film geen succes.
Tot in haar laatste dagen maakte Fleischer Studios nog goedlopende tekenfilms, zoals Superman. Achter de schermen waren er echter steeds meer problemen. De studio had geldgebrek en moest steeds meer geld lenen van haar distributeur Paramount Pictures. In dezelfde tijd kregen de Fleischers ruzie, en weigerden een periode met elkaar te praten.
In 1941 kon de studio haar schulden aan Paramount niet meer terugbetalen en werd Fleischer Studios eigendom van Paramount. Dave Fleischer nam hierop zijn ontslag, en ging werken bij de concurrent Columbia Pictures. Hierop besloot Paramount in april 1942 de studio te ontbinden.

## Werken
Werken van Fleischer Studios waren:
- Out of the Inkwell (1918-1929) - tekenfilmserie
- Talkartoons (1929-1932) - tekenfilmserie
- Betty Boop (1930-1939) - tekenfilmserie
- Popeye (1933-1941) - tekenfilmserie
- Gulliver's Travels (1939) - langspeeltekenfilm
- Mr. Bug Goes to Town (ook bekend als Hoppity Goes to Town en Bugville, 1941) - langspeeltekenfilm
- Superman (1941-1942) - tekenfilmserie die in 1942 en 1943 werd voortgezet door Famous Studios